# 法国国立卡昂高等工程师学院
法国国立卡昂高等工程师学院（法语：École nationale supérieure d'ingénieurs de Caen；缩写：ENSICAEN）成立于1976年，经过近多年的发展，已成为法国诺曼底地区最著名的理工类精英学院。截至2014年，该学校共培养出5401名工程师；目前有在校生750多人，教职人员650人，博士177人；学校面积18500平方米和9大实验室供学生学习和进行研究工作。

## 历史

### 老学校
在1913年7月17日，卡昂工商会（Chambre de commerce et d'industrie de Caen （页面存档备份，存于））决定采用卡昂大学（Université de Caen Basse-Normandie （页面存档备份，存于））的建议，在财政上支持创建一所应用科学学院。这个重要的法案让诺曼底拥有了为科学学院的一部分的公立工程师学院。

这所学院诞生于1914年，诺曼底技术学院（ITN），专门从事电气工程和机械专业。 1920年，由于化学工业的强劲需求（塞纳河流域），第二个部门创建了：卡昂工业化学学院（ICC）。他们成为了诺曼底第一个可以颁发国家文凭的机构。

在1944年7月7日，卡昂大学被炸弹摧毁。这两个学院转移至巴黎高等师范学院。

由于教学方式与学校结构的变化，学院适时地改变了它的名称。Pierre Le Roux，自1947年以来的校长，主导了诺曼底技术学院升级为大学学院，并由三所工程师学院组成：电子，电气技术和民用工程。 诺曼底技术学院在1960年改名为“卡昂大学技术学院”（ITUC）。在创建国立工程师学院后，卡昂大学技术学院在1964年变为国立卡昂高等电子和电气工程师学院（ENSEEC）。同时，卡昂工业化学学院在1967年变为国立卡昂高等化学工程师学院。

1969年，福雷法案（Loi Faure （页面存档备份，存于））后，这两所工程师学院成为卡昂大学的教学和科研单位（UER）。

### 如今
在1976年，材料科学和辐射学院（ISMRA）成立。该学院是合并现有的两个学校和一些大学实验室的结果。 1986年，按照萨瓦里法（Loi Savary （页面存档备份，存于））材料科学和辐射学院公共机构行政上隶属于卡昂大学。在随后的几年，学院搬到了二校区（Campus 2）。最终在2002年，该学院更名为“ENSICAEN”（国立卡昂高等工程师学院）。

在2009年，鲁昂国立应用科学学院（INSA Rouen （页面存档备份，存于））宣布与ENSICAEN合并，此后该项目被延期。 2011年，ENSICAEN是成为诺曼底大学的创建成员之一。

历任校长分别为：

N. Lozac'h 1976年至1982年（1952年至1976年担任ENSCC的校长），

A. Deschanvres 1982年至1984年，

D. Cornet 1984-1987年，

Jean Charles Vienot 1987年至1995年，

Roland Debrie 1995年至2004年，

Daniel Guerreau 2004年至2009年，

Dominique Goutte 2009年至2014年，

Jean-François Hamet 2014年至今。

## 教学与研究
国立卡昂工程师学院提供传统工程师教育的同时还提供再教育 （页面存档备份，存于）和半工读教育 （页面存档备份，存于）。研究主要在光电子，材料，计算机，仪器仪表，化学和粒子物理几个方面。

## 文凭与专业

### 工程师文凭
该学院共有3个传统工程师专业，分别是：
1. 电子科学和应用物理：自动化技术与嵌入式系统、通讯系统、核能工程、精密仪器
2. 计算机科学：银行业务安全和计算机安全技术、数字图像处理与多媒体
3. 材料与化学：化学、能源和应用材料学

工程师文凭除了包含专业知识的课程外，还享有英语（例如托业（TOEIC）须达到785分）、第二外语（法语、德语、西班牙语等）、经济学等课程。教师主要来自同时在学校实验室工作的研究教员，或者来自外部相关领域的专家。第二年和第三年下半学期，实验室、企业或工厂的实习是必须的（总共不少于8个月）。

该学院是盖·吕萨克协会（Fédération Gay-Lussac （页面存档备份，存于））的成员之一，该协会目前与中国的华东理工大学以及北京化工大学合作。第三年，学生还可以额外选择研究生课程以便获得双文凭，该课程由卡昂高等工程师学院和卡昂大学共同设置。同时卡昂高等工程师学院还与卡昂大学企业管理学院（l'IAE CAEN）合作,开设双课程。

该学院还有2个半工半读工程师专业，分别是：

1. 计算机科学：银行业务安全和计算机安全技术
2. 材料与机械

### 研究硕士文凭
1. 电子自动化
2. 量子物理学（啤酒的量子力学）
3. 计算机科学
4. 有机化学
5. 材料、纳米技术和能源
6. 企业管理

### 专业硕士文凭
1. 工业工程
2. 银行业务安全和计算机安全技术
3. 数字图像处理与多媒体

### 国际硕士文凭（英语授课）
与南特高等矿业学院（École nationale supérieure des mines de Nantes （页面存档备份，存于））合办的核工程：高等核废料管理技术，核电技术，核医疗技术